# 臺中市南區和平國民小學
臺中市南區和平國民小學，簡稱和平國小，是臺灣臺中市南區的一所市立國民小學，前身為創立於1920年的臺中公學校分教場。

## 沿革
- 民國九年 設立臺中公學校分教室
- 民國十七年 改設為樹仔腳公學校
- 民國三十四年 改設為臺中市和平國民學校
- 民國五十七年 改設為臺中市南區和平國民小學[1]

## 班級
- 普通班：共52班
  - 特殊班：共3班

- 幼稚園：共4班

## 外部連結
- 臺中市南區和平國民小學 （页面存档备份，存于）

1. ↑  .   [2016-07-31]. （原始内容存档于2016-10-05）.